# 예스타 릴리에회크
구스타프 말콜름 "예스타" 릴레에회크(스웨덴어: Gustaf Malcolm "Gösta" Lilliehöök, 1884년 5월 25일 ~ 1974년 11월 18일)는 스웨덴의 근대5종 선수였다. 그는 1912년 하계 올림픽 근대5종에서 처음으로 금메달을 획득했다.

## 생애
릴리에회크는 1912년 스톡홀름에서 열린 1912년 하계 올림픽 근대5종 종목에서 예스타 오스브링크와 예오리 데 라발을 제치고 금메달을 획득했다.

## 참조
1. ↑  예스타 릴리에회크 보관됨 2014-10-20 - 웨이백 머신. sports-reference.com